# Indenrigspolitik
Indenrigspolitik er det politiske område, som forholder sig til forholdene internt i en stat i modsætning til udenrigspolitik, der handler om forholdet mellem forskellige stater.
Der indgår adskillige områder i indenrigspolitikken, herunder:
- Boligpolitik
- Erhvervspolitik
- Skattelovgivning

| Politik | Spire Denne artikel om politik og ideologi er en spire som bør udbygges. Du er velkommen til at hjælpe Wikipedia ved at udvide den. |